# Ла-Сель (Вар)
Ла-Сель (фр. La Celle) — коммуна на юго-востоке Франции в регионе Прованс — Альпы — Лазурный берег, департамент Вар, округ Бриньоль, кантон Бриньоль.
Площадь коммуны — 21,0 км², население — 1239 человек (2006) с выраженной тенденцией к росту: 1353 человека (2012), плотность населения — 64,0 чел/км².

## Население
Население коммуны в 2011 году составляло 1317 человек, а в 2012 году — 1353 человека.
| 1962 | 1968 | 1975 | 1982 | 1990 | 1999 | 2006 | 2011 | 2012 |
| ---- | ---- | ---- | ---- | ---- | ---- | ---- | ---- | ---- |
| 243  | 363  | 543  | 730  | 911  | 1082 | 1239 | 1317 | 1353 |

Динамика населения:

## Экономика
В 2010 году из 833 человек трудоспособного возраста (от 15 до 64 лет) 614 были экономически активными, 219 — неактивными (показатель активности 73,7 %, в 1999 году — 68,3 %). Из 614 активных трудоспособных жителей работали 540 человек (291 мужчина и 249 женщин), 74 числились безработными (35 мужчин и 39 женщин). Среди 219 трудоспособных неактивных граждан 56 были учениками либо студентами, 59 — пенсионерами, а ещё 104 — были неактивны в силу других причин.
На протяжении 2010 года в коммуне числилось 502 облагаемых налогом домохозяйства, в которых проживало 1261,0 человек. При этом медиана доходов составила 19 тысяч 594 евро на одного налогоплательщика.